# Alexandre Prigogine
Alexandre Prigogine (Russisch: Александр Романович Пригожин, Aleksandr Romanovitsj Prigozjin; Moskou, 12 april 1913 – Brussel, 7 mei 1991) was een Russisch-Belgisch ornitholoog.
Prigogine werd geboren in een joodse familie. Zijn vader was een ingenieur chemie, en zijn moeder, Julia Vichman, was een pianiste. In 1917 werd zijn broer, Ilja, de latere nobelprijswinnaar, geboren. In 1921 verliet de familie bolsjewistisch Rusland. Via omzwervingen door Litouwen en Duitsland kwamen ze in 1929 aan in België. Hij ging scheikunde studeren aan de Université libre de Bruxelles en behaalde het doctoraalexamen. In 1938 vertrok hij naar Belgisch-Congo voor mineralogisch onderzoek.
In 1946 kwam hij in contact met Henri Schouteden die hem ertoe overhaalde om vogels te verzamelen in het oosten van Belgisch-Congo. Dit werd zijn grote passie, hij verzamelde ongeveer 20.000 specimens en publiceerde over zijn vondsten 94 artikelen in diverse ornithologische vakbladen over de avifauna van oostelijk Congo-Kinshasa. Zijn belangrijkste werk is een monografie over deze collectie in drie delen. Hij beschreef vier nieuwe soorten: Prigogines dwerguil (Glaucidium albertinum), Schoutedens gierzwaluw (Schoutedenapus schoutedeni), Kabobo-apalis (Apalis kaboboensis) en itombwevliegenvanger (Muscicapa itombwensis) en zeker 30 ondersoorten. Als eerbetoon aan zijn werk als verzamelaar zijn naar hem vernoemd: Prigogines uil (Phodilus prigoginei), Louettes nachtzwaluw (Caprimulgus prigoginei), Prigogines buulbuul (Chlorocichla prigoginei) en Prigogines honingzuiger (Cinnyris prigoginei).
- International Standard Name Identifier: 0000 0000 7984 7271
- Library of Congress Control Number: n89671378
- Nationale Bibliotheek van Israël: 987007278925805171
- Nederlandse Thesaurus van Auteursnamen: 071841369
- Istituto Centrale per il Catalogo Unico: LO1V418243
- Système universitaire de documentation: 138037647
- Virtual International Authority File: 16380545
- WorldCat: E39PBJtxfg6XKQwXTWQ9634KBP